# San Tropez
Vous lisez un « bon article » labellisé en 2022.
Pour les articles homonymes, voir Tropez.
Pistes de Meddle
Fearless Seamus
San Tropez est une chanson du groupe de rock anglais Pink Floyd, et la quatrième piste de leur album Meddle sorti en 1971. D'une durée de 3 min 40 s, cette chanson au rythme jazzy est composée entièrement par Roger Waters, qui assure la voix principale ainsi que les partitions de guitare acoustique et de basse. Le titre comprend également un solo en deux parties de David Gilmour et il se conclut sur une improvisation de Richard Wright.
La chanson a été inspirée par une tournée de Pink Floyd dans le sud de la France en 1970, durant laquelle le groupe a vécu et joué à Saint-Tropez. Le titre est bien accueilli par la critique, et il est même parfois considéré comme l'une des meilleures compositions de Waters. San Tropez n'a cependant jamais été jouée en concert par le groupe.

## Historique

### Composition et enregistrement
Dans les années 1960, avant la formation de Pink Floyd, David Gilmour et Syd Barrett se trouvent à Saint-Tropez et jouent dans des cafés pour gagner un peu d'argent. Des années plus tard, le 8 août 1970, Gilmour y retourne avec Pink Floyd et joue aux Caves du Roy de Saint-Tropez. Le concert, organisé pour la tournée du groupe dans le sud de la France, est enregistré dans l'émission française Pop 2. Les Floyd séjournent alors à Saint-Tropez avec leurs familles et leur équipe de tournée dans une villa qu'ils louent, et ils donnent des concerts dans des villes voisines entre le 26 juillet et le 12 août 1970. L'année suivante, ce séjour semble inspirer Roger Waters, qui amène au reste du groupe une maquette toute faite qu'il a enregistré seul, avec l'idée d'intégrer la chanson à l'album Meddle.
Les dates de studio ne sont pas connues pour ce titre, à l'exception d'une séance le 27 juillet 1971, mais il semble que San Tropez soit la dernière chanson à avoir été enregistrée pour Meddle. Elle aurait alors été réalisée en urgence pour terminer l'album. Puisque Waters est le seul compositeur de San Tropez, il s'agit de la seule chanson de Meddle à ne pas avoir été écrite en collaboration avec un autre membre de Pink Floyd.

### Parution, accueil et postérité
San Tropez est le quatrième titre de la face A de Meddle, album sorti le 30 octobre 1971 aux États-Unis et le 5 novembre au Royaume-Uni,,,. Dans une critique de l'album, Jean-Charles Costa de Rolling Stone décrit San Tropez, ainsi que A Pillow of Winds, comme une « ballade d'ozone ». Il décrit également les deux chansons comme « d'agréables petits numéros acoustiques planant sur un fond bizarre de sons étranges »,. Classic Rock Review décrit San Tropez comme « une chanson pop aux accents jazz avec un tempo lent », rajoutant également que « [San Tropez] ajoute une autre dimension diversifiée à l'album avec sa mélodie et son atmosphère de crooner facile à vivre »,.
Selon Jean-Michel Guesdon et Philippe Margotin dans leur livre Pink Floyd, la totale, bien que Waters ait conçu San Tropez pour faire du remplissage, « elle n'en demeure pas moins l'une de ses meilleures chansons et démontre de façon indiscutable toute l'étendue de son talent ». San Tropez n'a jamais été joué en concert par Pink Floyd. Elle a cependant fait partie des titres qui étaient censés figurer sur la compilation des meilleures chansons du groupe, Echoes: The Best of Pink Floyd, mais la chanson n'a finalement pas été retenue.

## Caractéristiques artistiques

### Titre et paroles

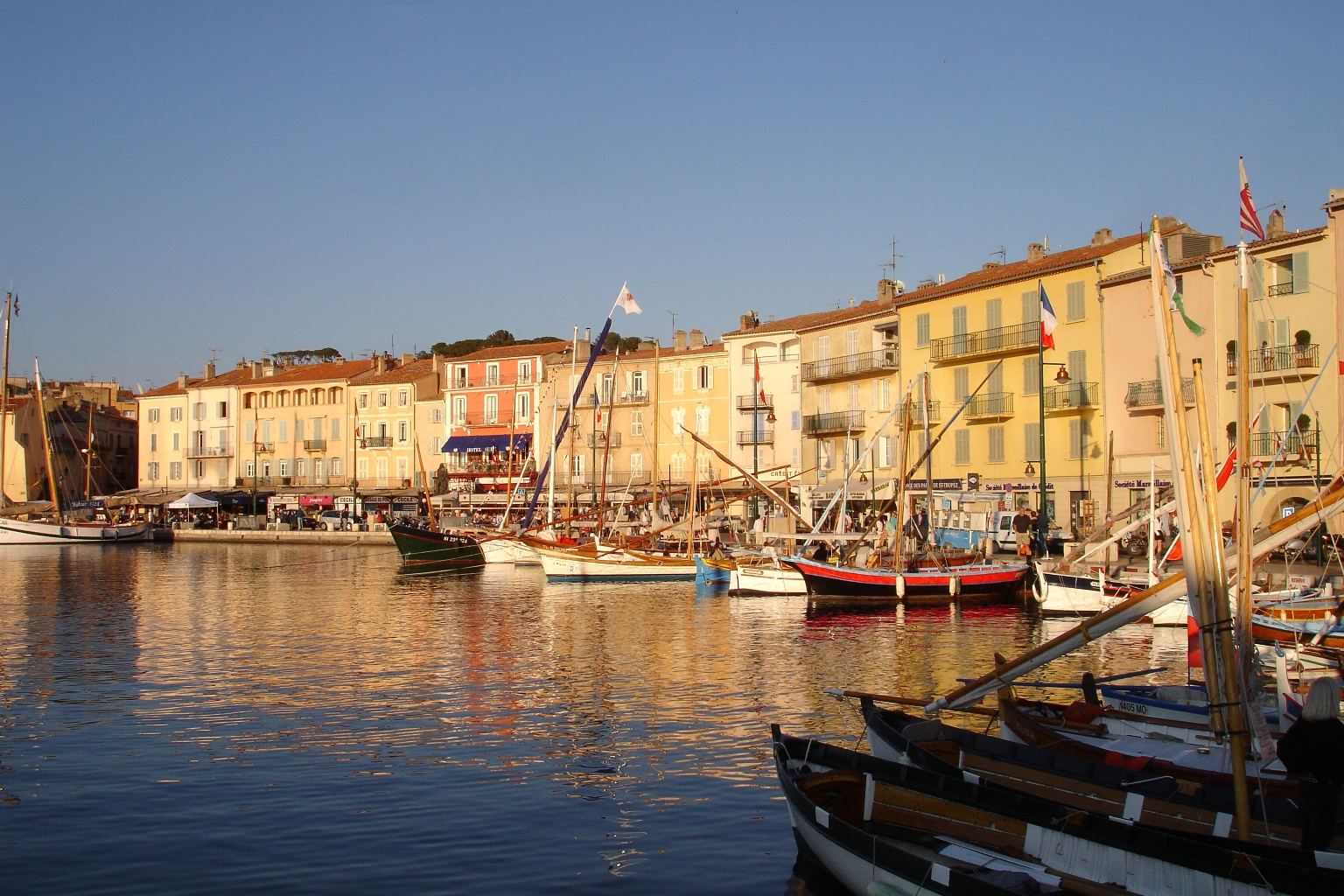
Le port de Saint-Tropez, ville ayant inspiré la chanson San Tropez.

Le titre de la chanson vient de la façon dont les anglais écrivent Saint-Tropez. La chanson s'inspire alors, selon Nick Mason, « […] de l'expédition du Floyd dans le Sud de la France l'été précédent et de la maison que nous y avions louée ».
Dans le premier couplet, le narrateur de San Tropez parle de solitude, de sa notoriété et d'un amour qui veut l'aider à se consoler. Il est possible que ce soit une allusion à la vie de rock star, qui serait alors devenue pesante. La deuxième phrase, « Slide a rind down behind a sofa in San Tropez », est ouverte à interprétation. En effet, le mot « rind » (en français : écorce de fruit) pourrait être une erreur de retranscription. La phrase peut ainsi vouloir dire « J'me laisse glisser le long d'une écorce derrière un canapé à Saint-Tropez » ou « […] le long d'une ligne […] ». Il est alors possible que le narrateur fasse allusion à l'écorce d'un fruit hallucinogène ou à une ligne de cocaïne.
Le deuxième couplet est sûrement une référence aux riches qui passent leurs vacances estivales à Saint-Tropez, notamment depuis la parution du film Et Dieu… créa la femme dans lequel joue Brigitte Bardot. Le narrateur parle alors de son enfance dans une famille modeste avec « Né à la maison sans cuillère en argent », ce qui ne l'empêche pas de vivre comme un jet-setteur car il « bois du champagne comme un nabab ». Enfin, dans le troisième couplet, le narrateur se trouve sur un chemin de campagne et revient à la réalité en trouvant le bonheur : l'amour (« Et tu me guides vers cet endroit près de la mer / J'entends ta voix douce qui m'appelle ».

### Musique
San Tropez est une chanson très légère à l'ambiance jazzy et au style très différent des autres titres de l'album Meddle. Philippe Margotin et Jean-Michel Guesdon, dans leur livre Pink Floyd, la totale, comparent la composition de Roger Waters à Burt Bacharach. Waters assure le groove de guitare acoustique — peut-être une Gibson J-45 —, et joue également la partition de basse sur sa Precision. C'est aussi lui qui chante, avec une voix douce et sensuelle et un accent semblable à celui de David Gilmour ; Waters se double aussi, sans réelle harmonie.
Le jeu de Nick Mason présente un rythme plutôt pop, ce qui minimise l'aspect jazz de la chanson. Richard Wright joue quant à lui en stéréo, ce qui donne une place importante à sa partition dans le mix. Ses accords riches en harmonie colorent la chanson et démontrent que le jazz reste un de ses genres musicaux préférés. L'intervention de David Gilmour dans le morceau est tardive, puisque celui-ci n'apparaît qu'à partir de la fin du deuxième couplet. Il assure alors un solo de guitare slide en deux parties : d'abord en son clair dès 1 min 15 s, probablement sur sa Black Strat, suivie d'une deuxième partie plus agressive, peut-être sur sa Lewis, légèrement saturée, dès 1 min 31 s. Il accompagne ensuite le reste du morceau avec un son clair et quelques lick, notamment à 2 min 0 s. Wright clôt la chanson avec un solo de piano improvisé, donc certains parties rappellent Duke Ellington, que Wright admire.

## Fiche technique

### Version
| 4. | San Tropez (Pink Floyd) | 1971 | 3 min 40 s |

### Interprètes originaux
San Tropez est écrite par Roger Waters et interprétée par :
- David Gilmour : guitare électrique slide, guitare électrique rythmique et voix principale ;
- Nick Mason : batterie ;
- Roger Waters : guitare, basse, chant ;
- Richard Wright : piano.

### Équipe de production
- Pink Floyd : production ;
- Rob Black : ingénieur du son (studios Morgan) ;
- Roger Quested : assistant ingénieur du son (studios Morgan) ;
- Peter Bown : ingénieur du son (studios AIR) ;
- John Leckie : assistant ingénieur du son (studios Air et EMI) ;
- James Guthrie : remastering ;
- Doug Sax : remastering.